# Biophida costata
Biophida costata es una especie de coleóptero de la familia Scraptiidae.

## Distribución geográfica
Habita en el este de África.